# جایزه بزرگ آلمان ۱۹۵۳
جایزه بزرگ آلمان ۱۹۵۳ (انگلیسی: ‎1953 German Grand Prix‎) یک مسابقهٔ موتوری در رشتهٔ اتومبیل‌رانی فرمول یک بود که در تاریخ ۲ اوت ۱۹۵۳ در نوربورگ‌رینگ واقع در نوربورگ، آلمان غربی برگزار شد. این گراند پری در میان ۹ گراند پری در فصل ۱۹۵۳، مسابقهٔ شمارهٔ ۷ بود.
در این مسابقه که در ۱۸ دور و به مسافت ۴۱۰٫۵۸۰ کیلومتر (۲۵۵٫۱۲۳ مایل) برگزار شد، پول پوزیشن توسط آلبرتو اسکاری کسب شد و سریع‌ترین زمان برای طی یک دور پیست که برابر با ۹:۵۶٫۰ بود نیز توسط آلبرتو اسکاری به ثبت رسید.
نینو فارینا از تیم فراری، خوان مانوئل فانخیو از تیم مازراتی و مایک هاثورن از تیم فراری به‌ترتیب مقام‌های اول تا سوم مسابقه را کسب کردند.

## رده‌بندی قهرمانی پس از مسابقه
| رده‌بندی قهرمانی رانندگان \| \| جایگاه \| راننده \| امتیاز \| \| -------- \| ------ \| ------------------- \| ----------- \| \| \| ۱ \| آلبرتو اسکاری \| ۳۳٫۵ (۳۷٫۵) \| \| ۴ \| ۲ \| نینو فارینا \| ۲۰ \| \| ۲ \| ۳ \| خوان مانوئل فانخیو \| ۱۹ \| \| ۲ \| ۴ \| مایک هاثورن \| ۱۸ (۲۰) \| \| ۲ \| ۵ \| خوزه فریلان گونزالز \| ۱۳٫۵ (۱۴٫۵) \| \| منبع:[۱] \| \| \| \| |        |                     |             |
| | جایگاه | راننده              | امتیاز      |
| | ۱      | آلبرتو اسکاری       | ۳۳٫۵ (۳۷٫۵) |
| ۴ | ۲      | نینو فارینا         | ۲۰          |
| ۲ | ۳      | خوان مانوئل فانخیو  | ۱۹          |
| ۲ | ۴      | مایک هاثورن         | ۱۸ (۲۰)     |
| ۲ | ۵      | خوزه فریلان گونزالز | ۱۳٫۵ (۱۴٫۵) |
| منبع: |        |                     |             |

یادداشت
- تنها پنج جایگاه نخست از هر رده‌بندی نمایش داده شده‌است.